# Vincent Dethier
Vincent Gaston Dethier (1915-1993) foi um pesquisador, entomologista e fisiologista dedicado aos insetos dos Estados Unidos da América.

## Livros publicados
- Crickets & Katydids: Concerts and Solos (Won the John Burroughs Medal for distinguished Nature Writing.) (1992) ISBN 0-674-17577-8
- The Ecology of a Summer House (1984) ISBN 0-87023-422-6
- To Know a Fly (1963) ISBN 0-07-016574-2
- Newberry, the Life and Times of a Maine Clam (1981) ISBN 0-89272-085-9
- Fairweather Duck (1970) ISBN 0-8027-0102-7